# Pentacentrus soror
Pentacentrus soror är en insektsart som beskrevs av Lucien Chopard 1951. Pentacentrus soror ingår i släktet Pentacentrus och familjen syrsor. Inga underarter finns listade i Catalogue of Life.